# Eleição para governador do Novo México em 2006

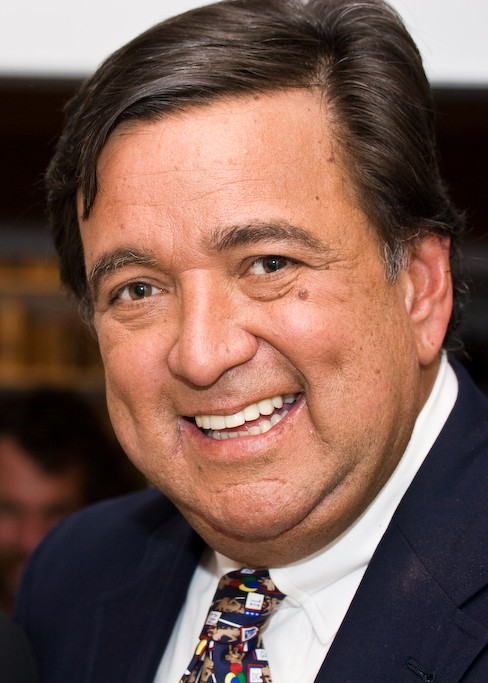
Bill Richardson foi reeleito.

A eleição para governador do estado americano do Novo México em 2006 foi eleição para o governador do Novo México. O vencedor da eleição realizada em 7 de novembro de 2006, servirá, entre 2007 e 2011.O democrata Bill Richardson era candidato à reeleição. Ele enfrentou o republicano John Dendahl na eleição geral,e venceu.
| Colocação | Candidato       | Partido     | Votos válidos | %     |
| --------- | --------------- | ----------- | ------------- | ----- |
| 1º        | Bill Richardson | Democrata   | 384.260       | 68,08 |
| 2º        | John Dendahl    | Republicano | 174.214       | 31,20 |